# Deriva continental

Animación que ilustra la teoría de deriva continental de Alfred Wegener

La deriva continental es la hipótesis que describía el desplazamiento de las masas continentales unas respecto a otras, desarrollada en 1912 por el alemán Alfred Wegener a partir de diversas observaciones empírico-racionales.
La hipótesis de Wegener fue desplazada en la década de 1970 con el desarrollo de la tectónica de placas, cuando se pudo explicar de manera adecuada el movimiento de los continentes.

## Historia

### Precursores

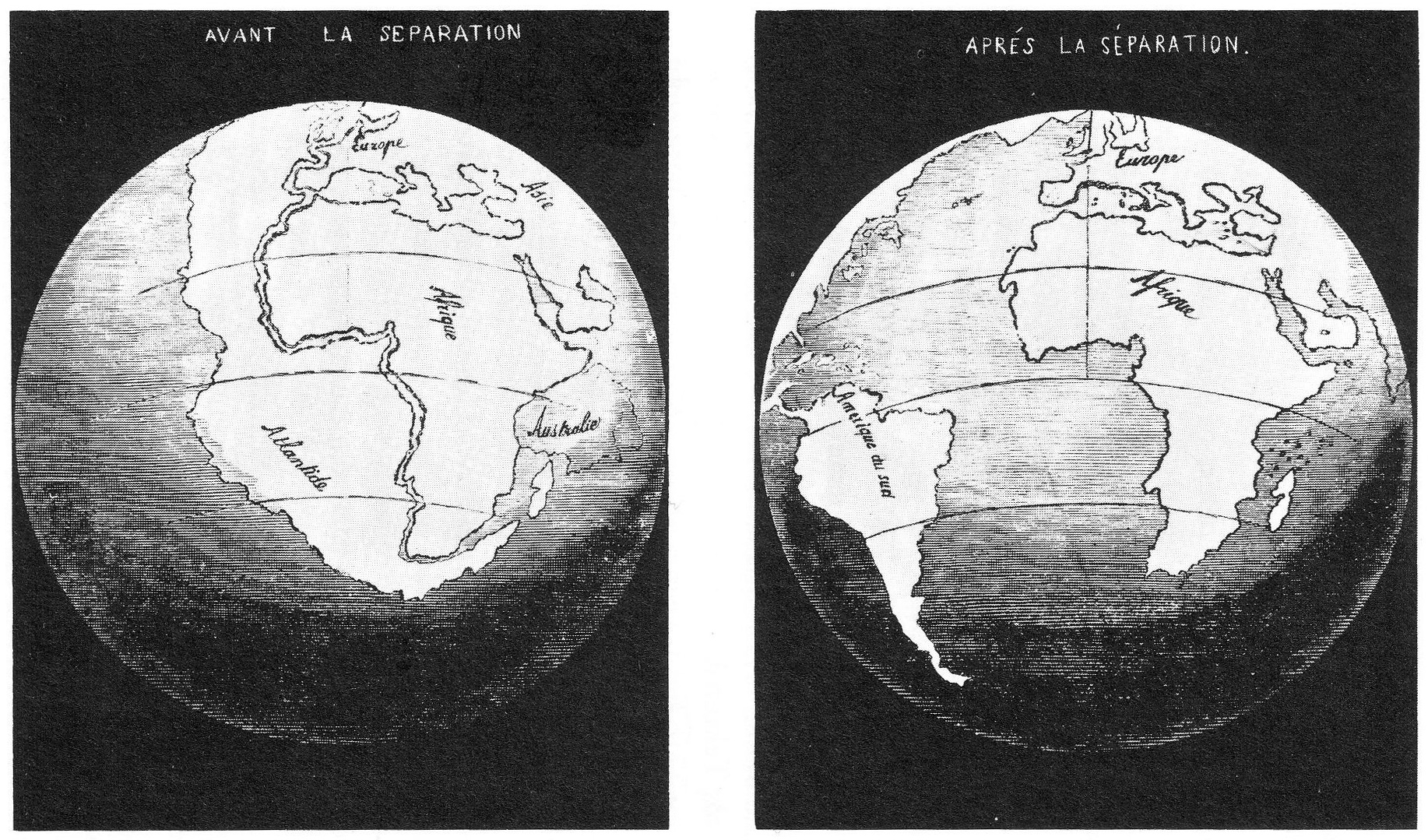
La apertura del Atlántico, ilustración de Snider-Pellegrini de 1858.

El cartógrafo flamenco Abraham Ortelius notó ya en 1596 que las formas de los continentes a lo largo de las costas opuestas del océano Atlántico (en particular, de África y Sudamérica) parecían articularse, y sugirió que América habría sido «arrancada» de Europa y África (por sismos e inundaciones). Francis Bacon en 1620, François Placet en 1658, Theodor Christoph Lilienthal en 1756, Alexander von Humboldt en 1801 y 1845 y Antonio Snider-Pellegrini en 1858 también hicieron comentarios similares. De hecho, la idea de que la Tierra habría experimentado cambios profundos de todo tipo durante su historia se mantuvo ampliamente hasta finales del siglo XIX. Charles Lyell escribió:

Los continentes, por tanto, aunque permanentes durante épocas geológicas enteras, cambian sus posiciones por completo en el curso de las edades.
Principles of Geology (1872)

El pensamiento dominante comenzó a cambiar después de 1850, bajo la influencia en particular del geólogo y mineralogista estadounidense James Dwight Dana, quien escribió:

Los continentes y océanos tenían su contorno general o forma definida en tiempos más antiguos. Esto se ha demostrado con respecto a Norteamérica a partir de la posición y distribución de los primeros lechos del Silúrico, los de la época de Potsdam. … Y esto probablemente probará el caso en el tiempo Primordial con los otros continentes también
The continents and oceans had their general outline or form defined in earliest time. This has been proved with respect to North America from the position and distribution of the first beds of the Silurian – those of the Potsdam epoch.  … and this will probably prove to the case in Primordial time with the other continents also.
Manual of Geology (1863), James D. Dana

En 1889, Alfred Russel Wallace consideró los desplazamientos relativos de los continentes como una hipótesis obsoleta:

Antiguamente era una creencia muy general, incluso entre los geólogos, que las grandes características de la superficie terrestre, no menos que las más pequeñas, estaban sujetas a mutaciones continuas, y que durante el transcurso del tiempo geológico conocido los continentes y grandes océanos habían cambiado de lugar una y otra vez entre sí.
It was formerly a very general belief, even amongst geologists, that the great features of the earth's surface, no less than the smaller ones, were subject to continual mutations, and that during the course of known geological time the continents and great oceans had again and again changed places with each other
Darwinism: An Exposition of the Theory of Natural Selection (1889), Alfred Russel

La idea de que América, Europa y Asia estaban unidas una vez, sin embargo, siguió siendo propuesta por varios estudiosos, entre ellos Franklin Coxworthy (entre 1848 y 1890), Roberto Mantovani (en 1889 y 1909), William Henry Pickering (en 1907) y Frank Bursley Taylor (en 1908). Eduard Suess también propuso en 1885 y 1893 la existencia pasada del supercontinente de Gondwana y del océano de Tetis. Algunos de los argumentos que invocará más adelante Wegener ya habían sido presentados por estos predecesores. Montovani, en particular, subrayó la similitud de las formaciones geológicas de los continentes meridionales, pero explicaba la fracturación del supercontinente por la actividad volcánica y la posterior lejanía de los continentes por una supuesta dilatación térmica de la Tierra. Taylor imaginaba que los continentes se habrían movido por un proceso de «deslizamiento continental» debido a las fuerzas de las mareas durante la supuesta captura de la Luna durante el Cretácico. Aunque el mecanismo que propuso era infundado, fue el primero en darse cuenta de que uno de los efectos de los desplazamientos continentales era la formación de montañas, y atribuyó con razón la formación del Himalaya a la colisión entre el subcontinente indio y Asia (durante un tiempo la deriva de los continentes se conocerá como la «hipótesis de Taylor-Wegener»).
La distribución de los continentes en la Tierra es el resultado de un proceso geológico llamado deriva continental, que es impulsado principalmente por la tectónica de placas. La teoría de la deriva continental fue propuesta inicialmente por el científico alemán Alfred Wegener a principios del siglo XX y posteriormente desarrollada y confirmada con evidencia geológica y geofísica.
La tectónica de placas es una teoría geológica que describe la litosfera terrestre (la capa externa sólida de la Tierra) como dividida en varias placas rígidas que se mueven sobre el manto terrestre más fluido. Estas placas están en constante movimiento, aunque de manera muy lenta, y se desplazan en diferentes direcciones.
Los continentes están ubicados sobre estas placas tectónicas, y su distribución cambia a lo largo del tiempo debido a los movimientos de las placas. A lo largo de millones de años, los continentes se han movido, separado, colisionado y reconfigurado, formando supercontinentes y fragmentándose nuevamente en continentes individuales.
El proceso principal que determina la distribución de los continentes es la divergencia y convergencia de las placas tectónicas:
Divergencia de placas: Cuando las placas se separan en los bordes, se crea una zona de expansión en el fondo del océano, donde emerge material desde el manto terrestre y forma nueva corteza oceánica. Este proceso aleja gradualmente los continentes vecinos y puede dar lugar a la formación de nuevos océanos. Un ejemplo de esto es la Dorsal Mesoatlántica en el Océano Atlántico.
Convergencia de placas: Cuando dos placas chocan entre sí, una placa puede ser empujada por debajo de la otra en lo que se conoce como una zona de subducción. Esto puede dar lugar a la formación de montañas y cadenas montañosas. Un ejemplo es la cordillera de los Andes, donde la placa de Nazca está siendo subducida debajo de la placa Sudamericana.
Estos procesos geológicos, junto con otros movimientos tectónicos y eventos geológicos a lo largo del tiempo geológico, han sido responsables de la configuración actual de los continentes que vemos hoy en día. Es importante tener en cuenta que la distribución de los continentes continúa cambiando a lo largo de millones de años debido a la continua actividad tectónica en la Tierra.

## La teoría de Alfred Wegener

La distribución geográfica de los fósiles fue uno de los argumentos que usó Wegener para demostrar la veracidad de su teoría.

La teoría de la deriva continental fue propuesta originalmente en 1912 por el meteorólogo y geofísico alemán Alfred Wegener (1880-1930), quien la formuló basándose, entre otras cosas, en la manera en que parecían encajar las formas de los continentes a cada lado del océano Atlántico, como África y Sudamérica, de lo que ya se habían percatado anteriormente Benjamin Franklin y otros. También tuvo en cuenta la distribución de ciertas formaciones geológicas y del registro fósil de los continentes septentrionales, que manifestaba que podían haber compartido floras y faunas en tiempos geológicos anteriores. Con esos datos, Wegener calculó que el conjunto de los continentes actuales estuvieron unidos en un pasado remoto de la Tierra, formando un supercontinente, denominado Pangea, que significa «todo tierra» en griego. Este planteamiento fue inicialmente descartado por la mayoría de sus colegas, ya que su teoría carecía de un mecanismo para explicar la deriva de los continentes. En su tesis original, propuso que los continentes se desplazaban sobre otra capa más densa de la Tierra, que conformaba los fondos oceánicos y que se prolongaba bajo ellos, de la misma forma en que se desplaza una alfombra. Sin embargo, la enorme fuerza de fricción implicada motivó el rechazo de la explicación de Wegener y la puesta en suspenso, como hipótesis interesante pero no probada, de la idea del desplazamiento continental. En síntesis, la deriva continental es el desplazamiento lento y continuo de las masas continentales.

## La teoría en la actualidad

Mapa que muestra la ubicación y movimiento de las placas tectónicas en la corteza terrestre

La teoría de la deriva continental, junto con la de la expansión del fondo oceánico, quedaron incluidas en la teoría de la tectónica de placas, nacida en los años 1960 a partir de investigaciones de Robert Dietz, Bruce C. Heezen, Marie Tharp, Harry Hess, Maurice Ewing, Tuzo Wilson y otros. Según esta teoría, el fenómeno del desplazamiento sucede desde hace miles de millones de años gracias a la convección global en el manto (exceptuando la parte superior rígida que forma parte de la litosfera), de la que depende que la litosfera sea reconfigurada y desplazada permanentemente. 
Se trata en este caso de una explicación consistente, en términos físicos, que aunque difiere radicalmente acerca del mecanismo del desplazamiento continental, es igualmente una teoría movilista, que permitió superar las viejas interpretaciones fijistas de la orogénesis (geosinclinal y contraccionismo) y de la formación de los continentes y océanos. Por esto, Wegener es considerado, con toda justicia, su precursor y por el mismo motivo ambas teorías en ocasiones son erróneamente consideradas una sola.

## Pruebas de la deriva continental
El meteorólogo alemán Alfred Wegener reunió en su tesis original pruebas convincentes de que los continentes se hallaban en continuo movimiento. Las más importantes eran las siguientes.

### Pruebas geográficas
Wegener sospechó que los continentes podrían haber estado unidos en tiempos pasados al observar una gran coincidencia entre la forma de las costas de los continentes, especialmente entre Sudamérica y África. Si en el pasado estos continentes hubieran estado unidos formando solo uno (Pangea), es lógico que los fragmentos encajen. La coincidencia es aún mayor si se tienen en cuenta no las costas actuales, sino los límites de las plataformas continentales.

### Pruebas geológicas
Cuando Wegener reunió todos los continentes en Pangea, descubrió que existían cordilleras con la misma edad y misma clase de rocas en distintos continentes que, según él, habían estado unidas.

### Pruebas paleoclimáticas
Utilizó ciertas rocas sedimentarias como indicadores de los climas en los que se originan, dibujó un mapa de estos climas antiguos y concluyó que su distribución resultaría inexplicable si los continentes hubieran permanecido en sus posiciones actuales. A causa de antiguas glaciaciones se han encontrado tillitas en zonas muy separadas geológicamente. 

### Pruebas paleontológicas
Alfred Wegener también descubrió otro indicio sorprendente. En distintos continentes alejados mediante océanos, encontró fósiles de las mismas especies, es decir, habitaron ambos lugares durante el periodo de su existencia. Y es más, entre estos organismos se encontraban algunos terrestres, como reptiles o plantas, incapaces de haber atravesado océanos, por lo que dedujo que durante el periodo de vida de estas especies Pangea había existido.